# Villers-Rotin
Villers-Rotin – miejscowość i gmina we Francji, w regionie Burgundia-Franche-Comté, w departamencie Côte-d’Or.
Według danych na rok 1990 gminę zamieszkiwało 129 osób, a gęstość zaludnienia wynosiła 41 osób/km² (wśród 2044 gmin Burgundii Villers-Rotin plasuje się na 781. miejscu pod względem liczby ludności, natomiast pod względem powierzchni na miejscu 1327.).